# Année paulinienne

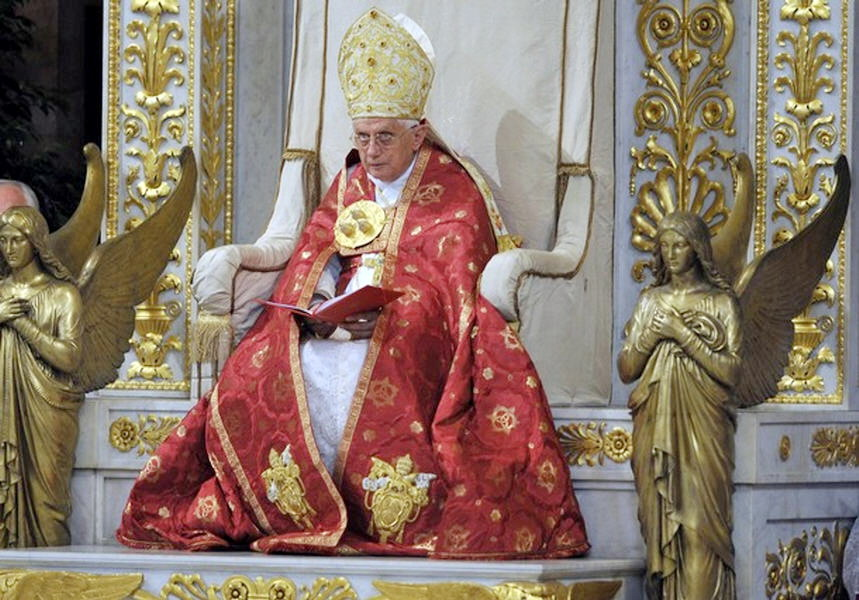
Le pape Benoît XVI présidant la cérémonie d'ouverture de l'année paulinienne.

L'année paulinienne, célébrée du 28 juin 2008 au 29 juin 2009, est une année jubilaire dédiée par Benoît XVI à l'apôtre Paul à l’occasion du deuxième millénaire de sa naissance, que les historiens situent entre l'an 7 et l'an 10.

## Célébration

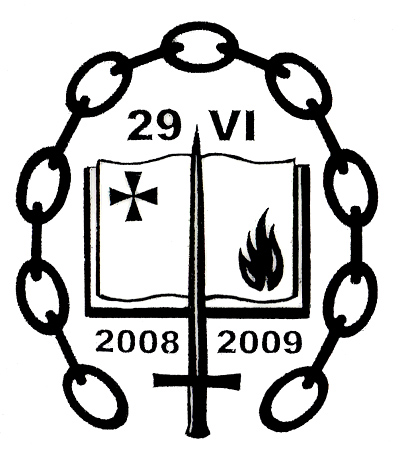
Logo officiel de l'année paulienne.

Le 28 juin 2007, le pape Benoît XVI annonce que l'année arrivant sera consacrée à l'apôtre Paul, affirmant qu'il avait été « choisi pour annoncer l’évangile de Dieu, pour faire connaître l’annonce de la grâce divine qui réconcilie dans le Christ l’homme avec Dieu, avec soi-même et avec les autres. Les résultats de son apostolat dépendirent surtout de son implication personnelle à annoncer l’Évangile caractérisée par un don total au Christ, sans craindre les risques, les difficultés et les persécutions. Nous pouvons tirer de tout cela une importante leçon pour tout chrétien. L’action de l’Église est crédible et efficace seulement si ses membres sont disposés à payer leur fidélité au Christ en personne ; si cette disponibilité venait à manquer alors manquerait l’argument décisif de la vérité dont dépend l’Église et comme au début, le Christ a encore besoin aujourd’hui d’apôtres prêts à se sacrifier comme saint Paul. C’est pour cela que je me réjouis d’annoncer officiellement -a déclaré Benoît XVI- que nous dédierons à l’Apôtre Paul une année jubilaire spéciale du 28 juin 2008 au 29 juin 2009, à l’occasion du deuxième millénaire de sa naissance que les historiens situent entre l’an 7 et l’an 10 avant notre ère. »
Le samedi 28 juin 2008 à 18 heures, en la basilique Saint-Paul-hors-les-Murs, le pape Benoît XVI, accompagné de Bartholomée Ier de Constantinople et de représentants d'autres Églises chrétiennes, annonce l'ouverture de l’année paulinienne.
Pour célébrer cette année, le Saint-Père conseille aux fidèles de faire un pèlerinage à Rome pour visiter la tombe de l’apôtre, et pour ceux qui ne le peuvent pas, de s’employer à mieux connaître saint Paul et ses écrits.